# 뉘른베르크 U반

로고.

뉘른베르크 U반(독일어: U-Bahn Nuremberg), 또는 뉘른베르크 지하철은 독일 뉘른베르크를 주행하는 지하철이다.

## 같이 보기
- 지하철 목록